# Efterfødselsreaktion
Efter en fødsel kan man som mor eller far opleve, at få en efterfødselsreaktion. En efterfødselsreaktion er ikke defineret i litteraturen, men anvendes generelt som et begreb der dækker den følelsesmæssige tilstand, som forældre kan opleve umiddelbart efter og ind til et år efter fødslen . Herunder hører fødselsdepression, som er en depression der debuterer inden for et år efter fødslen. Under begrebet efterfødselsreaktion hører også belastningsreaktioner som følge af en traumatisk fødsel, massiv mangel på søvn og naturlige men omfattende omsorgsbehov hos det lille spædbarn.
En fødselsdepression kan blandt. andet vise sig ved manglende glæde ved livet, ambivalente følelser for barnet, nedtrykthed, uro for at være alene med barnet, utryghed ved at tage barnet med nogen steder, følelser af utilstrækkelighed, afmagt og dårlig samvittighed m.v.
Det er væsentligt hos egen læge at få afklaret om der er tale om en fødselsdepression, som kan afhjælpes med samtaleterapi og medicinsk behandling, eller om der er tale om en mildere from for reaktion. I dette tilfælde kan samtaleterapi overvejes for at fremme det mentale helbred hos den ramte og hele den berørte familie .
Der findes omfattende artikler om fødselsdepression og efterfødselsreaktion. Herunder artikler til pårørende til mennesker med efterfødselsreaktion.